# Ольшувка (Турецький повіт)
Ольшувка (пол. Olszówka) — село в Польщі, у гміні Пшикона Турецького повіту Великопольського воєводства.
Населення — 128 осіб (2011).
У 1975-1998 роках село належало до Конінського воєводства.

## Демографія
Демографічна структура станом на 31 березня 2011 року:
|          | Загалом | Допрацездатний вік | Працездатний вік | Постпрацездатний вік |
| -------- | ------- | ------------------ | ---------------- | -------------------- |
| Чоловіки | 62      | 11                 | 44               | 7                    |
| Жінки    | 66      | 21                 | 39               | 6                    |
| Разом    | 128     | 32                 | 83               | 13                   |